# Francesco Rebecchini
Francesco Rebecchini (Roma, 3 giugno 1927 – Roma, 6 gennaio 1988) è stato un avvocato e politico italiano, figlio di Salvatore Rebecchini che è stato per circa dieci anni, sindaco di Roma.

## Biografia
Aderente alla Democrazia Cristiana, Rebecchini è stato eletto cinque volte senatore ed ha fatto parte ininterrottamente del Senato della Repubblica dal 1972 sino alla sua prematura scomparsa, nel 1988.
È stato, inoltre, sottosegretario alla partecipazioni statali nel 4° e nel 5º Governo Andreotti (1978-1979), avendo per ministro Antonio Bisaglia; ancora con Bisaglia, è stato sottosegretario all'Industria, Commercio e Artigianato, nel successivo governo Cossiga (1979-1980). Dopo un breve periodo senza incarichi di governo è stato nuovamente nominato sottosegretario al ministero dell'industria nei governi Forlani, Spadolini I, Spadolini II e Fanfani V, sino alle elezioni politiche del 1983.